# トヨタ・AZエンジン
トヨタ・AZエンジンとは、トヨタ自動車の水冷直列4気筒ガソリンエンジンの系列である。2000年（平成12年)にエスティマで登場。2代目S型エンジンの後継機種として、ミディアムサイズの車種に幅広く搭載されている。2019年10月にエスティマの販売終了に伴い生産終了となっている。
主力の2.4 Lエンジンは、ほとんどが中国広州の広汽トヨタエンジン製造会社でつくられており、日本にも輸入されて生産車に搭載されている。その他は愛知県の上郷工場および下山工場製である。

## 系譜
- エンジン型式一覧の自動車用エンジンの系譜を参照。

## バリエーション

### 1AZ-FE
- タイプ　直列4気筒 DOHC 16バルブ VVT-i
- 排気量　1.998 L
- ボア×ストローク　86.0 mm×86.0 mm
- 圧縮比　10.0
- 出力・トルク（欧州仕様）
  - (1)102 kW (139 ps )/5,600 rpm 190 N・m (19.4 kg・m )/4,000 rpm
- 主な搭載車種
  - RAV4（欧州仕様）
- その他
  - 従来の3S-GEに代わり、トムスが供給するフォーミュラ3用のベースエンジンとして開発が進められ、2007年（平成19年）より全日本F3選手権へ参戦を開始。初年度にマカオグランプリを制するなど、性能はモータースポーツ関係者の間で高く評価されており、2008年（平成20年）からは（旧型エンジンにより争われるナショナルクラスを除き）トムスが全日本F3に供給するエンジンは全て1AZ-FEに切り替わった。ただF3のレギュレーション変更で2013年（平成25年）よりエンジンがガソリン直噴エンジンに限定されることになったため、全日本からは2012年（平成24年）を最後に撤退している。

### 1AZ-FSE
- タイプ　直列4気筒 DOHC 16バルブ VVT-i (D-4)
- 排気量　1.998 L
- ボア×ストローク　86.0 mm×86.0 mm
- 圧縮比　9.8 - 10.5
- 出力・トルク（日本仕様）
  - (1)112 kW(152 ps)/6,000 rpm 200 N・m(20.4 kg・m)/4,000 rpm（リーンバーン仕様・FF車）
  - (2)110 kW(150 ps)/6,000 rpm 198 N・m(20.2 kg・m)/4,000 rpm（リーンバーン仕様・4WD車）
  - (3)114 kW(155 ps)/6,000 rpm 192 N・m(19.6 kg・m)/4,000 rpm（ストイキ仕様）
- 主な搭載車種
  - プレミオ
  - アリオン
  - カルディナ
  - アベンシス
  - ウィッシュ
  - アイシス
  - ノア
  - ヴォクシー
  - オーパ
  - ガイア

直接燃料噴射（D-4）仕様。デビュー当初はリーンバーン直噴であったが、後にストイキ直噴仕様に変更されている。
D-4エンジン特有のカーボン堆積によるエンジン不調や、ベルトテンショナー、オルタネータープーリー、インジェクターの不具合はサービスキャンペーンの対象となっている。

#### TAZ31
F3のレギュレーション変更に伴い、前記の1AZ-FEに代わって2013年から2019年にかけて全日本F3用のエンジンとして使われたほか、2020年から2023年まで後継レースであるスーパーフォーミュラ・ライツ用のエンジンとして供給されていた。なお両選手権ではエンジン名として「TAZ31」を名乗る。

### 2AZ-FE
- タイプ　直列4気筒 DOHC 16バルブ VVT-i
- 排気量　2.362 L
- ボア×ストローク　88.5 mm×96.0 mm
- 圧縮比　9.6 - 9.8
- 出力・トルク（日本仕様）
  - (1)117 kW(159 ps)/5,600 rpm 220 N・m(22.4 kg・m)/4,000 rpm
  - (2)118 kW(160 ps)/5,600 rpm 221 N・m(22.5 kg・m)/4,000 rpm
  - (3)118 kW(160 ps)/5,700 rpm 221 N・m(22.5 kg・m)/4,000 rpm
  - (4)120 kW(163 ps)/6,000 rpm 222 N・m(22.6 kg・m)/4,000 rpm
  - (5)123 kW(167 ps)/6,000 rpm 224 N・m(22.8 kg・m)/4,000 rpm
  - (6)125 kW(170 ps)/6,000 rpm 224 N・m(22.8 kg・m)/4,000 rpm
- 主な搭載車種
  - イプサム
  - エスティマ
  - アルファード
  - ヴェルファイア
  - カムリ
  - RAV4
  - ハリアー
  - クルーガー
  - サイオン・tC
  - カローラセダンXRS（E140系・北米専売）
  - ブレイド
  - ヴァンガード
  - マークXジオ　
  - レクサスES
  - ダイハツ・アルティス
  - ポンティアック・ヴァイブ（2代目・北米専売）

アクセルワイヤーを使用するスロットルボディ搭載車（機械的にスロットルバルブを開閉する仕様）は、ISCVの不良によりエンジンストールやアイドリング不安定という不具合が多いため、保証期間を9年間に延長した。エスティマなど5車種　2AZ-FEエンジンの保証期間延長
シリンダーヘッドからのメカニカルノイズが大きめである。原因は、ピストンリングが低張力であること、またオイルリングが薄くオイル穴が少ないことである。ピストンにスラッジが蓄積するとオイルリングが固着するために燃焼室の密閉度が低下する。このために、吸気時にクランク室の油煙を燃焼室に吸い上げるオイルあがりという現象が発生し、オイルが急速に消費され白煙を生じる。このためさらにスラッジが増加し、ピストンのオイルリングにあるオイル穴を閉塞する。ピストンリングの問題に加え、燃費のために低粘度オイル0W-20を使用することでオイル上がりとブローバイが増加し、増えたスラッジのためにピストンリングの固着が進行する。トヨタは、中低速域から停止直前までブレーキを踏まずに（エンジンブレーキのみで）減速するような運転をすると、吸気管および燃焼室内の負圧が大きい状態で保持されるため、エンジンオイルが燃焼室まで吸い上げられてオイル消費量が増えるとしているが、実際にはオイルあがりと呼ばれるエンジン固有の問題である。オイルが急速に消費され、油量が減少したことにドライバーが気づかない場合、エンジンはオイル不足で劣化し動作しなくなる。このため、トヨタはリコールを行い、点検によってエンジン部品を交換するとともに、保証期間を距離に関係なく9年間に延長した。エスティマなど9車種　2AZ-FEエンジンの保証期間延長

### 2AZ-FSE
- タイプ　直列4気筒 DOHC 16バルブ VVT-i (D-4)
- 排気量　2.362 L
- ボア×ストローク　88.5 mm×96.0 mm
- 圧縮比　11.0
- 出力・トルク（日本仕様）
  - (1)120 kW(163 ps)/5,800 rpm 230N・m(23.5kg・m)/3,800rpm
- 主な搭載車種
  - アベンシス

直接燃料噴射（D-4）仕様。

### 2AZ-FXE
- タイプ　直列4気筒 DOHC 16バルブ VVT-i
- 排気量　2.362 L
- ボア×ストローク　88.5 mm×96.0 mm
- 圧縮比　12.5
- 出力・トルク（日本仕様）
  - (1)96 kW(131 ps)/5,600 rpm 190 N・m(19.4 kg・m)/4,000 rpm
  - (2)110 kW(150 ps)/6,000 rpm 190 N・m(19.4 kg・m)/4,000 rpm
  - (3)110 kW(150 ps)/6,000 rpm 187 N・m(19.1 kg・m)/4,400 rpm
- 主な搭載車種
  - エスティマハイブリッド
  - アルファードハイブリッド
  - ヴェルファイアハイブリッド
  - カムリハイブリッド（北米専売）
  - レクサスHS
  - SAI

ハイブリッドカー向けにミラーサイクル化されている。

## 転記項目
※この項目は、トヨタのエンジン型式一覧（ノート）から転記されたものです。記事分割の一環として形式的に行ったものですので、内容の取捨選択はこの記事を編集される方が行ってください。
2000年3月登場
ガソリンエンジン
水冷直列4気筒DOHC

### 1AZ-FE - 2000cc
海外向け
- RAV4（欧州仕様）

### 1AZ-FSE - 2000cc
- （初）2代目RAV4（TA-ACA20W/21W/TA-ZCA25W/26W）
- 2代目RAV4（UA-ACA20W/21W/UA-ZCA25W/26W）
- 5代目ビスタ（AZV50）
- Opa（ACT10）
- ナディア（ACN10）
- ノア（AZR60G-A/65G-A）
- ヴォクシー（AZR60G-B/65G-B）
- ガイア（ACM10G/15G）
- ウィッシュ（ANE10G/11W）
- アイシス（ANM10G/10W/15G）
- アベンシス（セダン・ワゴン）（AZT250/255）
- アリオン（AZT240-C）
- プレミオ（AZT240-A）
- 3代目カルディナ（AZT241W/246W）

### 2AZ-FE - 2400cc
- 2代目イプサム（ACM21W/26W）
- 2代目・3代目エスティマ（ACR30W/40W/50W/55W）
- 初代・2代目アルファード（ANH10W/15W/20W-P/25W-P）
- ヴェルファイア（ANH20W-N/25W-N）
- 7代目・8代目カムリ/2代目・3代目ダイハツ・アルティス（ACV30/35/40/45）
- クルーガー（ACU20W/25W）
- 初代・2代目ハリアー（ACU10W/15W/30W/35W）
- ブレイド(AZE154H/156H)
- ヴァンガード(ACA33W/38W)
- マークXジオ(ANA10/15)

### 2AZ-FSE - 2400cc
- アベンシス（AZT251）

### 2AZ-FXE - 2400cc
ミラーサイクルエンジン
- エスティマハイブリッド
- レクサスHS250h